# Albert Vandendriessche
Pour les articles homonymes, voir Vandendriessche (homonymie).
Albert Vandendriessche (1896-1943) est un résistant français et un membre de Combat Zone Nord, mort en déportation.

## Biographie
Fantassin de la Grande Guerre, il est blessé par éclats d’obus et reçoit la Croix de guerre avec une citation.
Membre du groupe de Compiègne, sous-officier de réserve, chaud partisan de la lutte armée, il est arrêté le 3 mars 1942, emprisonné à Fresnes, puis déporté à la prison de Sarrebruck, en vertu du décret Nacht und Nebel. Le 19 octobre 1943, il est condamné à mort (affaire Continent) par le 2e sénat du Volksgerichtshof. Le 7 décembre 1943, avec Gualbert Flandrin, Georges Tainturier, Michel Edvire, Christian et Robert Héraude, Gabriel Clara, Abel Laville et Alexandre Gandouin, il est guillotiné à la prison de Cologne.

## Distinctions
- Croix de guerre 1914–1918
- Médaille de la Résistance française avec rosette (16 juin 1946)[2]

## Sources
- Archives nationales.
- Archives départementales de l'Oise.
- Musée de la Résistance et de la Déportation de Besançon.
- BDIC (Nanterre).